# Албиън (Айдахо)
Вижте пояснителната страница за други значения на Албиън.
Албиън (на английски: Albion) е град в окръг Каша, щата Айдахо, САЩ. Албиън е с население от 262 жители (2000) и обща площ от 1,1 km². Намира се на 1440 m надморска височина. ЗИП кодът му е 83311, а телефонният му код е 208.